# Хэтфилды и Маккои (мини-сериал)
«Хэтфилды и Маккои» (англ. Hatfields & McCoys) — американский мини-сериал, рассказывающий о вражде Хаттфилдов и Маккоев. Три серии фильма были показаны на телеканале History в мае 2012 года.
Мини-сериал оказался успешным как с точки зрения зрительского рейтинга, так и по оценкам критиков. Мини-сериал посмотрело 14 млн зрителей, что сделало его самой просматриваемой программой со сценарием за всю историю кабельного телевидения. На 64-й церемонии вручения Прайм-тайм премии «Эмми» сериал был выдвинут на соискание этой награды в 16 различных категориях.

## В ролях
- Кевин Костнер — Уильям Андерсон («Дьявол» Энс) Хэтфилд
- Билл Пэкстон — Рэндалл Маккой
- Мэр Уиннингэм — Салли Маккой
- Том Беренджер — Джим Вэнс
- Мэтт Барр — Джонси Хэтфилд
- Эндрю Ховард — «Негодяй» Фрэнк Филлипс
- Джена Мэлоун — Нэнси Маккой
- Пауэрс Бут — судья Валентайн «Уолл» Хэтфилд
- Сара Пэриш — Левиси Хэтфилд
- Линдси Палсифер — Розанна Маккой
- Ронан Вайберт — Перри Клайн
- Ноэль Фишер — Эллисон «Коттон» Маунтс
- Бойд Холбрук — Уильям «Кэп» Хэтфилд

## Награды и номинации
Мини-сериал получил 16 номинаций на премию «Эмми» в 2012 году, больше чем любая другая программа канала History в предыдущие годы. Он был номинирован в категориях «Лучший мини-сериал или фильм», дважды в категории «Лучший актёр в мини-сериале или фильме» (Кевин Костнер и Билл Пэкстон), «Лучшая актриса второго плана в мини-сериале или фильме» (Мэр Уиннингэм), «Лучший актёр второго плана в мини-сериале или фильме» (Том Беренджер), а также в категориях за лучшую режиссуру, сценарий мини-сериала и в девяти других технических номинациях.

## Даты выхода эпизодов[6]
| № | Дата       | Название  |
| - | ---------- | --------- |
| 1 | 28.05.2012 | Episode 1 |
| 2 | 29.05.2012 | Episode 2 |
| 3 | 30.05.2012 | Episode 3 |